# Alan Jay Lerner
Alan Jay Lerner (31. srpna 1918, New York – 14. června 1986, New York) byl broadwayský skladatel a libretista. Mezi jeho nejznámější muzikály, ke kterým napsal libreto, patří My Fair Lady.
| „                                                 | Kašel v divadle není respirační onemocnění. Je to kritika. | “ |
| — Alan Jay Lerner z knihy The street where I live |                                                            |   |

## Dílo

### Muzikály
- 1942 – Life of a Party
- 1943 – What’s Up
- 1945 – The Day Before Spring
- 1947 – Brigadoon
- 1951 – Paint Your Wagon
- 1956 – My Fair Lady
- 1960 – Camelot